# NGC 2178
NGC 2178 في الفهرس العام الجديد، هي مجرة إهليلجية، تقع في كوكبة آلة الرسام. اكتشفها جون هيرشل في 31 يناير 1835.

## روابط خارجية
- NGC 2178 على موقع ويكي سكاي: DSS2, SDSS, GALEX, IRAS, Hydrogen α, X-Ray, Astrophoto, Sky Map, Articles and images